# Oranje-bulletin (verzetsblad, 's-Gravenhage-Delft)
Deze versie van Oranje-bulletin was een verzetsblad uit de Tweede Wereldoorlog, dat vanaf 20 september 1944 tot en met 1 maart 1945 in Delft en Den Haag werd uitgegeven. Het blad verscheen 2 à 3 maal per week in een gedrukte (soms gestencild) oplage van 3000 tot 10000 exemplaren. De inhoud bestond voornamelijk uit algemene artikelen, binnenlandse berichten en mededelingen.

## Organisatie, redactie en verspreiding
Het blad verscheen aanvankelijk namens de verzetsbladen De Geus, De Ploeg, Je Maintiendrai, Vrij Nederland, Ons Volk, Het Parool, en De Waarheid. Na het vierde nummer werd aan die lijst 'de plaatselijke bladen' toegevoegd. Naast de officiële regeringsmededelingen en instructies werden ook enkele korte artikelen en commentaren over Duitse maatregelen opgenomen.

De redactie van het bulletin was eerst in handen van Geert Ruygers van 'Je Maintiendrai', maar werd na enkele nummers overgedragen aan mr. J., H. en T. Drion (De Geus onder studenten)). De verspreiding werd verzorgd door de Haagse groep van Ons Volk (mr. B.B. de Groot).
Vanaf 15 december 1944 werd in Den Haag ook een Oranje-bulletin versie voor Delft vervaardigd, dat echter onder de titel Nederlandsch nieuws werd verspreid. Afwisselend bestond de inhoud uit eigen kopij of werden de nummers gecombineerd uitgegeven. Soms ook werd de hele oplage in Delft gedrukt. De organisatie hiervan berustte bij R. von Nordheim, de Delftse studentenvertegenwoordiger in de Raad van Negen. Na het bombardement op het Bezuidenhout op 3 maart 1945 werd de Haagse editie gestaakt. De Delftse uitgave werd tot 2 mei 1945 voortgezet i.s.m. met Veritas, dat het buitenlands nieuws publiceerde.

## Betrokken personen
- R. von Nordheim
- G.J.N.M. (Geert) Ruygers
- H. Drion
- J. Drion
- T. (Tom) Drion
- B.B. de Groot

## Gerelateerde kranten
- Nederlandsch nieuws[1]
- Veritas (verzetsblad, Delft)[2]
- Oranje-bulletin (verzetsblad, Utrecht)[3]